# Vicki Barr
Vicki Barr är en serie ungdomsböcker om flygvärdinnan Vicki Barr, skrivna av Helen Wells och Julie Tatham. Många av böckerna är skrivna som detektivromaner i Kitty Drews anda. I Sverige gavs de ut i serien B. Wahlströms ungdomsböcker.
Till skillnad från Cherry Ames - som också skapades av Helen Wells och utvecklades av Julie Tatham - beskrivs Vicki som blond och blåögd och med en college-utbildning. Annars har de två huvudpersonerna många likheter - båda kommer från små amerikanska städer, löser mysterier och har yrkeskarriärer. En annan skillnad är att Vicki Barr utvecklas mer än Cherry Ames; till exempel lär hon sig att flyga själv.

## Böcker
| Engelsk titel                        | Författare   | Utgiven | Svensk titel                         | Utgiven sv | översättare                    |
| ------------------------------------ | ------------ | ------- | ------------------------------------ | ---------- | ------------------------------ |
| ” Silver Wings for Vicki”            | Helen Wells  | 1947    | ”Vicki Barr - flygvärdinna”          | 1962       | Christina Bärnhielm            |
| ” Vicki finds the Answer”            | Helen Wells  | 1947    | ”Silvervingar för Vicki”             | 1963       | Margareta Schlyter-Stiernstedt |
| ” The Hidden Valley Mystery”         | Helen Wells  | 1948    | ” Vicki i fara”                      | 1963       | Margareta Schlyter-Stiernstedt |
| ” The Secret of Magnolia Manor”      | Helen Wells  | 1949    | ”Vicki och lönndörrens gåta”         | 1966       | Git Magnusson                  |
| ” The Clue of the Broken Blossom”    | Julie Tatham | 1950    | ”Vicki löser giftblommans gåta”      | 1973       | Gunvor Håkansson               |
| ” Behind the White Veil”             | Julie Tatham | 1951    | ”Vicki I dimmornas dal”              | 1974       | Inger Gustafsson               |
| ” The Mystery at Hartwood House,”    | Julie Tatham | 1952    | ”Vicki och spöktjuven”               | 1975       | Cristina Horner                |
| ” Peril Over the Airport”            | Helen Wells  | 1953    | ”Vicki vid spakarna”                 | 1964       | Gudrun Ullman                  |
| ” The Mystery of the Vanishing Lady” | Helen Wells  | 1954    | ”Vicki flyger farligt”               | 1965       | Björn Kylberg                  |
| ” The Search for the Missing Twin”   | Helen Wells  | 1954    | ”Vicki och den försvunna tvillingen” | 1964       | Gudrun Ullman                  |
| ” The Ghost at the Waterfall”        | Helen Wells  | 1956    | ”Vicki och spöket vid forsen”        | 1967       | Thyra Öhrvall                  |
| ” The Clue of the Gold Coin”         | Helen Wells  | 1958    | ”Vicki och guldstölden”              | 1968       | Ulf Schenkmanis                |
| ” The Silver Ring Mystery”           | Helen Wells  | 1960    | ”Vicki löser silverringens gåta”     | 1969       | Thyra Öhrvall                  |
| ” The Clue of the Carved Ruby”       | Helen Wells  | 1961    | ”Vicki och röda rubinens hemlighet”  | 1970       | Eva Larsson                    |
| ” The Mystery of Flight 908,”        | Helen Wells  | 1962    | ”Vicki möter flygkapare”             | 1971       | Birgitta Milits                |
| ” The Brass Idol Mystery”            | Helen Wells* | 1964    | ”Vicki löser gudabildens gåta”       | 1972       | Kerstin Salomon                |

Enligt en fan-sida är inte Hellen Wells författare till den sista boken, utan Walter B. Gibson.